# Рассколово
Рассколово (фин. Raskela, Lokovala) — деревня в Виллозском городском поселении Ломоносовского района Ленинградской области.

## История
На «Топографической карте окрестностей Санкт-Петербурга» Военно-топографического депо Главного штаба 1817 года упомянута деревня Новая или Ряски, состоящая из 9 крестьянских дворов.
На карте Санкт-Петербургской губернии Ф. Ф. Шуберта 1834 года она обозначена как деревня Раски.

ЛАКИВАЛА — деревня принадлежит Ведомству красносельской удельной конторы, число жителей по ревизии: 45 м. п., 41 ж. п. (1838 год)

В пояснительном тексте к этнографической карте Санкт-Петербургской губернии П. И. Кёппена 1849 года она записана как деревня Lokowala (Лаковала) и указано количество её жителей на 1848 год: савакотов — 2 м. п., 7 ж. п., всего 9 человек, эурямёйсет — 37 м. п., 45 ж. п., всего 82 человека.
На карте профессора С. С. Куторги 1852 года она также отмечена как деревня Лаковала.

ЛИКОВАЛА — деревня Красносельского удельного имения, по почтовому тракту, число дворов — 18, число душ — 42 м. п. (1856 год)

Согласно «Топографической карте частей Санкт-Петербургской и Выборгской губерний» 1860 года деревня называлась Раскина и насчитывала 14 крестьянских дворов. Смежно с ней находилась деревня Сакса, вместе они назывались — Лаковала.

ЛАКОВАЛА (РАСКИНА) — деревня удельная при колодце, число дворов — 11, число жителей: 31 м. п., 30 ж. п.. (1862 год)

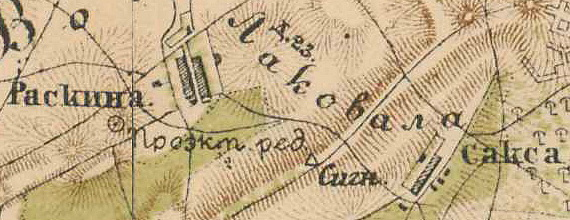
Деревня Рассколово на карте 1885 года

В 1885 году деревня Лаковала, состоящая из двух смежных деревень Раскина и Сакса, насчитывала 23 двора.
В конце XIX — начале XX века деревня административно относилась к Дудергофской волости 3-го стана Царскосельского уезда Санкт-Петербургской губернии. По приходским данным население деревни было исключительно финским.
По данным «Памятной книжки Санкт-Петербургской губернии» за 1905 год деревня называлась Раскина.
К 1913 году количество дворов в деревне Лаковала (Раскина и Сакса), увеличилось до 35.
С 1917 по 1923 год деревня Раскино входила в состав Лаголовского сельсовета Дудергофской волости Детскосельского уезда.
С 1923 года в составе Красносельской волости Троцкого уезда.
С 1924 года в составе Дудергофского сельсовета.
С 1926 года вновь в составе Лаголовского сельсовета. Согласно данным переписи населения СССР 1926 года в деревне Раскино проживали 140 человек — все финны, кроме одной русской семьи.
С 1927 года в составе Урицкого района.
С 1928 года вновь в составе Дудергофского сельсовета. В 1928 году население деревни Раскино также составляло 140 человек.
С 1930 года в составе Ленинградского Пригородного района.
По данным 1933 года деревня называлась Раскино и входила в состав Дудергофского финского национального сельсовета Ленинградского Пригородного района.
С 1936 года в составе Красносельского района.

План деревни Рассколово. 1939 год

С 1939 года в составе Горского сельсовета. Согласно топографической карте 1939 года деревня называлась Расколово и насчитывала 27 дворов.
С 1 января 1940 года деревня Раскино переименована в деревню Расколово.
Деревня освобождена от немецко-фашистских оккупантов 20 января 1944 года.
С 1955 года в составе Ломоносовского района.
С 1963 года в составе Гатчинского района.
С 1965 года вновь в составе Ломоносовского района. В 1965 году население деревни Расколово составляло 200 человек.
По данным 1966 года деревня называлась Расколово и входила в состав Горского сельсовета.
По данным 1973 и 1990 годов деревня называлась Рассколово и также входила в состав Горского сельсовета.
В 1997 году в деревне Рассколово Горской волости проживали 22 человека, в 2002 году — 27 человек (русские — 89 %), в 2007 году — 30.

## География
Деревня расположена в юго-восточной части района на автодороге 41К-632 (Виллози — Аропаккузи), к югу от административного центра поселения деревни Виллози.
Расстояние до административного центра поселения — 3 км.
Расстояние до ближайшей железнодорожной станции Дудергоф — 3 км.

## Демография
| 1862 | 2002 | 2007 | 2010 | 2017 |
| ---- | ---- | ---- | ---- | ---- |
| 61   | ↘27  | ↗30  | ↗98  | ↗119 |

## Улицы
3 квартал, Весенняя, Добрая, Зелёная, Мира.

## Садоводства
Можайское.